# Руси у Албанији
Руси у Албанији представљају припаднике руског народа, као и оне који су поријеклом из Русије или земаља бившег СССР-а, а који данас живе и раде у Албанији. Историја Руса у Албанији почиње 1924. године, када су успостављени први контанти између Москве и Тиране. Руси у Албанији су од тада прошли кроз турбулентне периоде, па су тако од народа чији систем је уважаван до те мјере да су Руси у једном тренутку обављали веома битне функције у Албанији, постали омражени народ, који је скоро нестао на територији Албаније. Руска национална заједница у Албанији данас, се мјери са пар стотина људи, који, као и већина других нација немају право на национално изјашњавање, језик и слободно практиковање културе и обичаја.

## Историјат

### Краљевине Албаније
Крајем 1921. хиљаде бивших војника вјелогардејаца, који су служили у граничној служби Србије, дошло је у сукоб са албанским бандитима и шверцерима који су терорисали локално становништво у пограничном региону. Упркос чињеници да се граница Србије са Албанијом сматрало изузетно опасном на цијелом простору, руске граничне страже брзо су смириле ситуацију и сматрале смртоносним исходом за Албанце који су покушали да пређу границу. Треба напоменути да Руси у Албанији од руско-турског рата у којем су се Албанци борили за Турску, са Албанцима нису имали никаквих контаката. Међутим, то није спријечило Ахмета Зогуа да запошљава руске војнике, јер је мало вјероватно да би се пронашли бољи војни професионалци било гдје на Балкану. По препоруци српске стране, руски пуковник Миклачевски именован је за руководиоца руске дивизије, која се састојала од 102 члана, укључујући 15 службеника.
Током 1924. године Русија и Албанија први пут долазе у додир. Након доласка на власт комунистичког режима, совјетска мисија коју је предводио Аркадиј Краковетски бива послата у Тирану. Краковетски, бивши социјалистички револуционар који се 1920. придружио бољшевицима, био је један од првих совјетских шпијуна. Изасланик из Москве званично је изјавио да је сврха његове мисије у Албанији била успостављање комунистичког режима у земљи и стварање средишта бољшевизма на Балкану, управо у Тирани. Краковски је из Албаније планирао „извоз револуције” у сусједне земље. Међутим, такви планови се нису остварили, а покушаји реформе  земље кроз комунистичке методе нису успјели.  С обзиром на околности, Ахмет Зогу је одлучио да се освети док је у изгнанству. Као дио својих планова за државни удар, бивши премијер наставио је да гради војни контингент. С тим у вези, на граници Краљевине Срба, Хрвата и Словенаца основана је албанска волонтерска милиција, која се састојала претежно од албанских кланова лојалних Зогуу. Међутим, како би организовали артиљеријску ескадргију, регрутовали су се руски имигранти који су боравили у Краљевству СХС. Крајем децембра 1924. године почела је војна операција. Главна, одлучујућа битка у којој је учествовала руска дивизија била је у селу Пешкопи, гдје је сједиште албанске резервне војске. Руси су задали одлучујући ударац у овој битци. После окупације Пешкопија и кратког одмора, иста руска јединица, заједно са Ахметом Зогуом, покренула је напад на главни град земље. Непријатељске трупе су могле да пруже само минималан отпор, па су тако 24. децембра, руске јединице са Зогуом на челу ушле у Тирану.
Након проглашења Републике Албаније, руски војници су наставили војну службу под Ахметом Зогуом, првим предсједником. Руским војницима понуђена је доживотна пензија у висини плате коју су примали, али само под условом да остану у земљи. У почетку су многи од њих искористили ову понуду, а по први пут у Албанији почела се појављивати руска дијаспора. Међутим, живот ове популације био је кратак, пошто су руски мигранти, уморни од монотоније живота, полако почели да напуштају Албанију. До почетка 1939. године остало је само 19 припадника руске дивизије. У међувремену, у априлу 1939. године, Албанију је нападнута од стране фашистичке Италије, а 1943. године (после капитулације Италије) од стране нацистичке Њемачке. У овим околностима, судбина Руса у Албанији еволуирала је на различите начине. Неки су остали вијерни Зогуу и придружили се герилским трупама које су се борили против Италијана и комуниста, други су се прикључили италијанској војсци да се боре на Источном фронту против Совјетског Савеза. Као резултат ових војних сукоба и глобалне политике припадници руске дивизије су се раселили на разне стране свијета, али било је и оних који су остали у Албанији након рата. Ови чланови су се повукли из активне војне службе или су се придружили државној служби.

### Народна Република Албанија
Међутим, у новој Албанији, бивши Бјелогардејци су се веома ташко навикавали на нови систем. Совјетски Савез је пружио активну помоћ посљератној, аграрној Албанији у успостављању социјалистичке економије. Стотине совјетских цивилних и војних стручњака послато је у Албанију. Било је и великих културних и образовних размјена, док су хиљаде Албанаца (углавном мушкараца) путовали да студирају у Совјетском Савезу. Руски језик је постао обавезан у албанским школама, а ставови према Русији никада нису били толико позитивни у историји Албаније. Према информацијама које су пронађене у албанским статистичким архивама, од 1947. до 1961. године, било је готово 400 мјешовитих бракова између мушкараца етничких Албанаца и руских жена. Већина ових жена стално се преселила у Албанију са својим мужевима. Заправо, ово је једини пут да можемо говорити о настанку пуноправне руске дијаспоре у земљи. Сасвим је сигурно да су многи совјетски грађани допринијели развоју албанске културе и економије земље. На пример, 1950. године Луиза Папајани, водила је групу совјетских адвоката који су отворили прву албанску форензичку лабораторију. Такође је постала први руски директор Радио Тиране. Још једна од руских жена, Таисија Узловаја, одиграла је огромну улогу у развоју офталмологије, а данас једини центар за операцију очију, који користи Фјодорову технологију, носи њено име. Још један совјетски држављанин која је живјела скоро 50 година са супругом у Албанији, Нина Мулиа, мајка је познате италијанске оперске певачице Инве Муле.
Крајем 1950-их и почетком 1960-их ситуација је почела да се мијења. Албанско руководство под Енвером Хоџом увриједили су се према Хрушчововој критици стаљиновог култа личности и нормализацији односа с Југославијом, гдје је Тирана сматрана пријетњом. Албанија је предузела корак ка приближавању са Кином, а заузврат је доживјела озбиљно погоршање односе са Совјетским Савезом. Тирана је почела званично критиковати нову политику у Москви. Као одговор на ове критике, Совјетски Савез повукао је своје савјетнике и стручњаке из Албаније 1961. године. У новембру 1961. године, Москва и Тирана размијенили су оштре нападе, након чега је Совјетски Савез повукао свог амбасадора из Албаније и прекинуо дипломатске односе. Совјетски Савез је почео да ургентно евакуише своје грађане из Албаније,који су одласком из Албаније напуштали сву своју имовину. Почевши од 1962. године, Албанија је постала најизолованија европска земља. Међутим, из више разлога, око половине жена из Русије остало је са својим мужевима у Албанији. Свако ко је студирао у Совјетском Савезу проглашен је шпијуном - заједно са својом породицом. Многи од њих су били затворени 15-20 година и послати на прилан рад у удаљеним планинским подручјима Албаније.

## Данас
Данас у Албанији живи око двадесетак жена из те генерације. Остали су умрли или емигрирали у Италију, Грчку или Њемачку са својим породицама током деведесетих. Они који су преостали добили су руске пасоше. Руска дијаспора данас броји само око 300 људи у земљи од 3 милиона становника. Већина ових људи су руске грађанке које су се удали за Албанце у последњих петнаестак година. У Албанији не постоји ниједна руска православна црква гдје се службе могу чути на руском или старословенском. Постоје и проблеми са учењем руског језика. Иако је руски наставио да се уче у школама до 1977. године, број људи који данас говоре руски у Албанији је веома низак. Руски се предаје на „Асим Воксхи” школи страних језика. Руски се такође предаје на седам албанских универзитета. Укупно на овим универзитетима има око 40 студената руског језика.
Упркос тешкој ситуацији са којом се суочава руска заједница у Албанији, постоје и позитивне тачке које су се недавно појавиле. Дана 17. фебруара 2007. године у граду Корчи проглашена је „Година руског језика”. Избор локације није био случајан, пошто је Корча позната по дубоким духовним и културним традицијама, историјским споменицима православној култури и богатом колекцијом икона у локалном историјском музеју. Постоји и велики број албанских интелектуалаца у граду. У Корзи је велико интересовање и поштовање руске културе и језика дуго потхрањено, уз различита друштва и клубове који промовишу пријатељство између Русије и Албаније. Почетком 2007, амбасадор Русије у Албанији донирао је више од 30 књига класичне руске књижевности у Градску библиотеку у Корчи.